# Sapajus nigritus
Sapajus nigritus is een zoogdier uit de familie van de kapucijnapen en doodshoofdaapjes (Cebidae). De wetenschappelijke naam van de soort werd voor het eerst geldig gepubliceerd door Georg August Goldfuss in 1809.

## Voorkomen
De soort komt voor in Argentinië en Brazilië.

## Ondersoorten
Er worden twee ondersoorten tot deze soort gerekend.
- Sapajus nigritus nigritus – (Goldfuss, 1809) – Komt voor in Brazilië, ten noorden van de Paraíba do Sul.
- Sapajus nigritus cucullatus –  (Spix, 1823) – Noordoost Argentinië (Misiones) en zuidoost Brazilië, komt voor ten zuiden van de Paraíba do Sul.